# 銅仁市
銅仁市（どうじん-し）は中華人民共和国貴州省に位置する地級市。

## 歴史
銅仁の旧称は銅人であり、伝承では元代に漁民が漁をしていた際に川中から銅仏像を引き上げたことより命名されたとされる。
元代は銅人大小江蛮夷軍民長官司が思南宣慰司の管轄下に設置され、明代になると思州が廃止され貴州布政使司の下に銅仁・思南・石阡・烏羅の四府が設置された。1438年（正統3年）に烏羅府が廃止となり、その大部分が銅仁府に編入され、現在の地域にほぼ相当する地名となった。
2011年、銅仁地区から地級市の銅仁市に改編され現在に至る。

## 行政区画
2市轄区・4県・4自治県を管轄下に置く。
- 市轄区：
  - 碧江区・万山区
- 県：
  - 江口県・石阡県・思南県・徳江県
- 自治県：
  - 玉屏トン族自治県・印江トゥチャ族ミャオ族自治県・沿河トゥチャ族自治県・松桃ミャオ族自治県

| 銅仁市の地図 |
| --- |
| 碧江区 万山区 江口県 玉屏トン族 · 自治県 石阡県 思南県 印江トゥチャ族 · ミャオ族自治県 徳江県 沿河トゥチャ族 · 自治県 松桃ミャオ族 · 自治県 |

### 年表
この節の出典

#### 銅仁地区
- 1949年10月1日 - 中華人民共和国貴州省銅仁専区が成立。銅仁県・玉屏県・江口県・石阡県・思南県・印江県・徳江県・沿河県・松桃県が発足。(9県)
- 1952年6月11日 - 川東行署区酉陽専区秀山県の一部が松桃県に編入。(9県)
- 1956年9月11日 - 松桃県および銅仁県・江口県の各一部が合併し、松桃ミャオ族自治県が発足。(8県1自治県)
- 1958年12月29日 - 玉屏県・江口県が銅仁県に編入。(6県1自治県)
- 1961年8月16日 - 銅仁県の一部が分立し、江口県・玉屏県が発足。(8県1自治県)
- 1966年2月22日 - 銅仁県・玉屏県の各一部が合併し、万山特区が発足。(1特区8県1自治県)
- 1968年9月24日 - 万山特区が銅仁県に編入。(8県1自治県)
- 1970年8月8日 - 銅仁専区が銅仁地区に改称。(1特区8県1自治県)
  - 銅仁県の一部が分立し、万山特区が発足。
- 1983年9月7日 - 玉屏県が自治県に移行し、玉屏トン族自治県となる。(1特区7県2自治県)
- 1986年10月7日 - 沿河県が自治県に移行し、沿河トゥチャ族自治県となる。(1特区6県3自治県)
- 1986年12月13日 - 印江県が自治県に移行し、印江トゥチャ族ミャオ族自治県となる。(1特区5県4自治県)
- 1987年8月21日 - 銅仁県が市制施行し、銅仁市となる。(1特区1市4県4自治県)
- 2011年1月5日 - 銅仁市の一部が万山特区に編入。(1特区1市4県4自治県)
- 2011年10月22日 - 銅仁地区が地級市の銅仁市に昇格。

#### 銅仁市
- 2011年10月22日 - 銅仁地区が地級市の銅仁市に昇格。(2区4県4自治県)
  - 銅仁市の一部が分立し、碧江区が発足。
  - 万山特区および銅仁市の残部が合併し、万山区が発足。

## 地理
貴州省の北東部に位置し、遵義市、黔東南ミャオ族トン族自治州、重慶直轄市、湖南省湘西トゥチャ族ミャオ族自治州、湖南省懐化市に接する。

## 交通

### 航空
- 銅仁鳳凰空港（中国語版）

### 鉄道
- 中国鉄路総公司
  - 滬昆旅客専用線
  - 銅玉線
  - 渝懐線
  - 滬昆線

### 道路
- 高速道路
  - 杭瑞高速道路
  - 滬昆高速道路
  - S15 松従高速道路
  - S25 沿榕高速道路
  - S30 江黔高速道路
- 国道
  - G320国道
  - G326国道

## 出身人物
- 周逸群：中国工農紅軍の将領。銅仁県（現在は碧江区）出身。
- 廖錫竜：中華人民共和国の上将。思南県出身。
- 戴秉国：中華人民共和国の外交官、過去は中国共産党中央委員会委員および外交担当の国務委員。印江県出身。